# Coleta Planas
Coleta Planas (nascuda el 1955) és una escriptora catalana de la Catalunya Nord, consellera pedagògica de català fins a l'any escolar 2015-2016, és secretària de l'APLEC, Associació per a l'ensenyament del català. Ha estat premiada per les distincions següents : Francesc Català de poesia de Perpinyà (1987), Jocs Florals de la Ginesta d'Or de Perpinyà (1994), Nit de Sant Jordi de Perpinyà (narració infantil, 1994), Carles Grandó (1991), Nit de Sant Jordi de Perpinyà - Modest Sabaté de poesia (1993), Joan La Cella (1992), premis Sant Andreu i Eus per treball d'investigació sobre Albert Saisset – Un Tal (1997).

## Obres literàries
- Llum fill del sol i de la lluna, Òmnium Cultural, 1994 [infantil]
- Arquet de mar, Òmnium Cultural, 1995 [infantil]
- Muralles pintades de blau, Fiton, La Nouvelle Pléiade, 1997 [poesia]